# Eberhard David Hauber

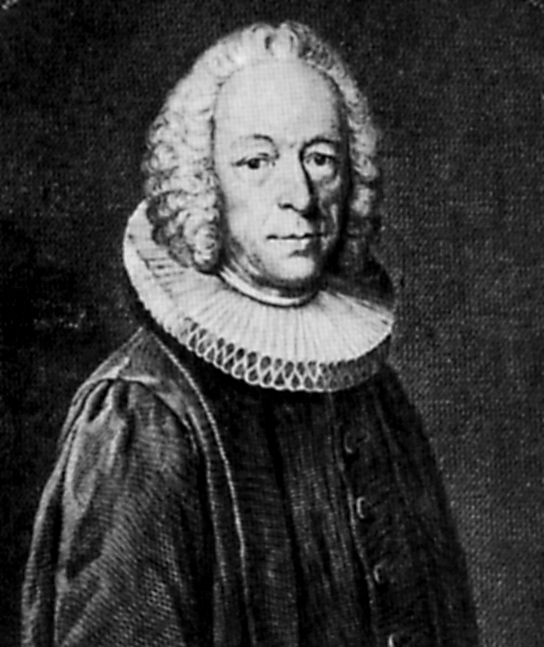
Eberhard David Hauber

Eberhard David Hauber (* 27. Mai 1695 in Hohenhaslach; † 15. Februar 1765 in Kopenhagen) war deutscher lutherischer Theologe und Kartenhistoriker. Er war rund 20 Jahre Superintendent von Stadthagen  und später Konsistorialrat in Kopenhagen.

## Leben
Hauber entstammte einer schwäbischen Pfarrerfamilie, sein Vater Johann Eberhard Hauber (1647–1729) war Pfarrer in Hohenhaslach. Eberhard David war das jüngste von zehn Kindern. Er verlebte seine Kindheit in Hohenhaslach und kam mit der Familie 1706 nach Vaihingen an der Enz, wo er die Lateinschule besuchte. Danach studierte er Theologie in Tübingen sowie Mathematik und Naturwissenschaften in Altdorf bei Nürnberg. Nach Abschluss der Studien war er zunächst Hilfsprediger beim Vater, danach Hauslehrer in Tübingen und 1724 Vikar an der Stuttgarter Stiftskirche und der herzoglich württembergischen Hofkapelle. 1724 veröffentlichte die kartenhistorische Schrift "Versuch Einer umständlichen Historie der Land-Charten" (Reprint 1988). Nachdem ihm der württembergische Herzog eine Professur für Mathematik am Stuttgarter Gymnasium verwehrt hatte, wurde er um 1726 auf ein Angebot des Grafen Friedrich Christian zu Schaumburg-Lippe hin Superintendent in Stadthagen, wo er pietistisches und aufklärerisches Gedankengut vereinte. In Stadthagen schaffte er Teufelsaustreibungen und Ohrenbeichte ab, zählte zu den Mitbegründern des lutherischen Waisenhauses sowie einer Mädchenschule und gab Privatunterricht in Griechisch, Chaldäisch, Syrisch, Geographie, Geschichte, Algebra, Trigonometrie und Astronomie. Er verfasste in Stadthagen zahlreiche Schriften, darunter die Neue Einleitung in die Geographie, besonders in Teutschland (1727), die Harmonie der Evangelisten (1737), Das Leben Jesu Christi (1737) und das ihn lange überdauernde Schaumburg-Lippische Gesangbuch (1745). Als Erwiderung gegen Hexenprozesse und Teufelsaustreibungen verfasste er von 1738 bis 1745 das dreibändige Werk Bibliotheca, acta et scripta magica: Gründliche Nachrichten und Urteile von solchen Büchern und Handlungen, welche die Macht des Teufels in leiblichen Dingen betreffen. Er legte sein Amt in Stadthagen 1746 nieder und wandte sich stattdessen nach Kopenhagen, wo er zweiter Pfarrer bei der deutschen St.-Petri-Gemeinde und Konsistorialrat wurde. Ab 1751 zählte dort Friedrich Gottlieb Klopstock zu Haubers Freundeskreis und nutzte dessen 20.000 Bände umfassende Bibliothek, während er sein Epos Der Messias schrieb.
Hauber war ab 1726 mit der Vaihinger Apothekertochter Maria Katharina Sigel (1697–1759) verheiratet. Der Ehe entsprangen zwei Söhne und zwei Töchter. Hauber wurde auf dem St.-Petri-Friedhof in Kopenhagen beigesetzt, seine Bibliothek wurde in den Jahren nach seinem Tod versteigert.
Hauber war seit 1724 auswärtiges Mitglied der Preußischen Akademie der Wissenschaften und seit dem 12. August 1728 mit dem akademischen Beinamen Demostratus II. Mitglied (Matrikel-Nr. 404) der Leopoldina.